# João Miguel dos Santos Simões
Pour les articles homonymes, voir dos Santos et Simões (homonymie).
João Miguel dos Santos Simões (Lisbonne, 1907-1972) est un historien et un muséologue portugais.

## Biographie
Il est le fils de José Rodrigues Simões. Il a consacré ses activités professionnelles à l'archéologie locale et aux monuments. Il était un spécialiste de la tuile portugaise. Il est diplômé en ingénierie du textile de l'École supérieure de filature et tissage de Mulhouse. Il a été directeur du Convento de Cristo et directeur du Museu Hebraico Abraão Zacuto. En 1947, il a organisé, au Musée national d'Art ancien (Museu de Arte Antiga) à Lisbonne, où il était conservateur, une exposition qui fut à l'origine du Musée national de l’Azulejo (Museu do Azulejo) à Lisbonne, musée dont il est le fondateur et qu'il a dirigé de 1960 à 1972.
Il est l'auteur en 1965 du néologisme Molinologie qui désigne l'étude des moulins [réf. nécessaire].
De 1944 à 1972, Santos Simões a publié plusieurs livres et articles au Portugal et ailleurs.